# 松井一郎
松井一郎（1964年1月21日—），日本政治家，大阪府出身。前大阪府知事（民選第18代，2011-2019），現任大阪市長。國政政黨日本維新會幹事長，地域政黨大阪維新會幹事長。2003年至2011年連任三屆大阪府議員。父親是曾任大阪府議會議長的松井良夫。

## 經歷
童年在大阪府八尾市度過。高中就讀於福岡工業大學附属高等學校，1986年3月大學畢業於福岡工業大學工学部電氣工學科。之後在關西電力集團的Kinden工作。2003年4月13日參加第15回統一地方選舉的大阪府議會議員選挙，出戰八尾市選舉區，獲得自由民主黨的提名，順利當選，之後連續當選三屆。
府議會議員期間，松井擔任自民黨大阪府議團的政策調查會長，因為WTC府廳轉移問題和黨內主流意見不同而成立「自民黨維新會」。
2010年加入橋下徹擔任代表的地域政黨大阪維新會，就任幹事長。2012年大阪維新會成立國政政黨日本維新會，松井又擔任幹事長。日本維新會於2014年5月，因石原慎太郎理念不同而退黨，與日本连结党合併為維新黨。
2015年8月27日，因維新黨幹事長柿澤未途公開支持民主黨、共產黨、社民黨及生活黨聯合推薦的無黨籍山形市市長候選人梅津庸成引起爭議，松井一郎與大阪市長橋下徹宣布退出維新黨，專心於大阪的地方政治。
大阪府知事2011年10月22日，時任大阪府知事的橋下徹因為和大阪市長平松邦夫就大阪都構想等問題意見不同而提出辭職，決定轉戰大阪市挑戰平松市長。大阪府知事選舉和大阪市長選舉在同年11月27日舉行，被稱為「大阪雙選」。。10月23日，松井和橋下舉行共同會見，決定橋下參加大阪市長選舉，松井走上前台參加大阪府知事。11月27日舉行的大阪府知事選舉，以大比例優勢擊敗了民主黨和自民黨支援的前池田市長倉田薰，當選第18代大阪府知事。橋下徹也成功擊敗平松當選大阪市長。大阪維新會在雙選中大獲全勝。
2019年3月24日，因宣佈參選大阪市長而辭去知府職務。4月7日，在大阪市長選舉中，松井一郎成功當選第21任民選大阪市長。

## 批評
父親松井良夫是日本戰後右翼政治活動家，與暴力團關係緊密的笹川良一的舍弟。松井一郎也被認為是大阪維新會的實際操控者，是大阪府重建計劃的第一策劃人。他擔任大阪維新會的幹事長，經常不顧反對意見在府議會對法案實行強行表決，被批判是強權政治。

## 外部連結
- MATSUI ICHIRO OFFICIAL HOME PAGE （页面存档备份，存于）
- 大阪維新會 （页面存档备份，存于）
- 松井一郎的X（前Twitter）

| 官衔            | 官衔                                     | 官衔            |
| --------------- | ---------------------------------------- | --------------- |
| 前任： 橋下徹   | 大阪府知事 民選第18、19代：2011年—2019年 | 繼任： 吉村洋文 |
| 前任： 吉村洋文 | 大阪市長 民選第21代：2019年—             | 繼任： 現任     |
| 政党职务        |                                          |                 |
| 前任： 結成     | 日本維新會幹事長 初代：2012年—           | 繼任： 現任     |
| 前任： 結成     | 大阪維新會幹事長 初代：2010年—           | 繼任： 現任     |